# Elfriede Schüsseleder
Elfriede Schüsseleder (* 9. November 1951 in Waidhofen an der Ybbs) ist eine österreichische Schauspielerin.

## Leben
Elfriede Schüsseleder absolvierte ihre Schauspielausbildung an der Schauspielschule Krauss unter der Leitung von Fritz Muliar in Wien und wurde zeitgleich zur zahnärztlichen Assistentin ausgebildet. Engagements am Luzerner Theater und im Schauspielensemble von Herbert Wochinz am Stadttheater Klagenfurt folgten.
Sie spielte dort viele große Rollen, Erst- und Uraufführungen, unter anderem  die Eva in der deutschsprachigen Erstaufführung der Tragödie des Menschen von Imre Madách und die Katharina Blum in Die verlorene Ehre der Katharina Blum, die Jeanne in der Uraufführung Der Automat von Julien Green, die Lula in Amiri Barakas Zweipersonenstück Dutchman, die Anke in Pavel Kohouts Eine kleine Blutrache u. v. a. Sie wurde bald zu einer wesentlichen Stütze des Kärntner Theaters und blieb bis 1992.
Sie spielte in Fernsehproduktionen wie z. B. Hansi Vrba, Inländerfreund (Regie Kurt Ockermüller) sowie im TV-Theater im ORF-Zentrum und wirkte in vielen Hörspielen des ORF Landesstudios Kärnten mit.
26 Jahre lang war sie im Ensemble der Komödienspiele Porcia, wo sie große Rollen der klassischen Komödien verkörperte. Viele dieser Aufführungen wurden vom ORF aufgezeichnet. H. C. Artmann erstellte Übersetzungen und Bearbeitungen, Matthias Kralj entwarf die Bühnenbilder. Unter Klaus Gmeiner spielte sie beim Salzburger Straßentheater.
Es folgten vier Jahre am Theater Aachen unter Elmar Ottenthal sowie Engagements am Schauspiel Frankfurt unter Peter Eschberg, am Volkstheater Wien unter Emmy Werner und Michael Schottenberg u. v. a. Mit Solostücken tourte sie durch Österreich. Sie hat elf Jahre an der Schauspielschule Krauss Dramatik unterrichtet und arbeitete auch als Regisseurin z. B. für Jugendstil Theater-Kunst-Kultur, Theater Drachengasse, Studiobühne der Schauspielschule Krauss, Komödienspiele Porcia mit einer eigenen Fassung von Collodis Pinocchio (Musik Marcandeya Trefny) u. a.
Seit 2004 ist sie im Ensemble des Theater in der Josefstadt und spielte unter anderem in den Uraufführungen Der Boxer und Jägerstätter von Felix Mitterer (R: Stephanie Mohr), Niemand von Ödön von Horvath (R: Herbert Föttinger), Suff von Thomas Vinterberg (R: Alexandra Liedtke). Außerdem gastierte sie am Stadttheater Klagenfurt in der Regie von Tobias Kratzer und Immo Karaman.
Sie arbeitete unter anderem mit Hans Jaray, Hanns Ernst Jäger, Franz Xaver Kroetz, Hans Hollmann, Žarko Petan und hat am Theater bis heute mehr als 160 Rollen gespielt.
Elfriede Schüsseleder war mit dem österreichischen Schauspieler Peter Ertelt (1932–1990) verheiratet; ihr Sohn aus dieser Ehe ist Musiker.

## Auszeichnungen
- 1979: Verleihung des Sylvia-Manas-Preises
- 2010: Nominierung für den Nestroy-Theaterpreis in der Kategorie Beste Nebenrolle[3]

## Filmografie (Auswahl)
- 1992: Tartuffe
- 2005: Kampl
- 2005: Tom Turbo – Das Feuerpony
- 2011: Wie man leben soll
- 2012: Schnell ermittelt – Kurt Swoboda
- 2012: Die Lottosieger – Lügen die Sterne?
- 2012: Endlich Weltuntergang
- 2013: CopStories – Liebesg’schichten
- 2014: High Performance – Mandarinen lügen nicht
- 2014: Tatort: Abgründe
- 2014: Boͤsterreich (Fernsehserie, eine Episode)
- 2014: Die Freischwimmerin
- 2014: Die Detektive – Bis der Tod uns scheidet
- 2015, 2023: SOKO Donau – Der Kronzeuge, Aussicht mit Mord
- 2019: Love Machine
- 2019: Der beste Papa der Welt
- 2019: Alles ist jetzt
- 2020: Das schaurige Haus
- 2022: Die Toten vom Bodensee – Unter Wölfen (Fernsehreihe)
- 2024: Eigentlich sollten wir (Fernsehfilm)
- 2025: Drunter und Drüber – Chaos auf dem Friedhof (Fernsehserie)